# Мокас
Мокас (пол. Mokas) — село в Польщі, у гміні Сохачев Сохачевського повіту Мазовецького воєводства.
Населення — 418 осіб (2011).
У 1975-1998 роках село належало до Скерневицького воєводства.

## Демографія
Демографічна структура станом на 31 березня 2011 року:
|          | Загалом | Допрацездатний вік | Працездатний вік | Постпрацездатний вік |
| -------- | ------- | ------------------ | ---------------- | -------------------- |
| Чоловіки | 203     | 45                 | 140              | 18                   |
| Жінки    | 215     | 58                 | 125              | 32                   |
| Разом    | 418     | 103                | 265              | 50                   |